# Русе Ангеловски
Русе Ангеловски е български революционер, деец на Вътрешна македоно-одринска революционна организация.

## Биография
Ангеловски е роден в леринското село Вощарани, тогава в Османската империя, днес Мелити, Гърция. Влиза във ВМОРО. По време на Илинденско-Преображенското въстание в 1903 година е войвода на чета от 25 души от Вощарани.